# Try (Dronninglund Sogn)
 For alternative betydninger, se Try. (Se også artikler, som begynder med Try)
Try er en landsby mellem Hjallerup og Dronninglund i Brønderslev Kommune.
I Try findes museet Egnssamlingen for Østvendsyssel (Try Museum) der har ligget her siden 1929.
Try efterskole ligger også i byen.